# Or nous dites Marie
Or nous dites Marie est un chant de Noël traditionnel en langue française, qui remonte au moins au début du XVIe siècle ; il figure dans un recueil de noëls de Lucas Le Moigne publié à Paris sans nom d'éditeur en 1520. La mélodie s'inspire fortement de la chanson profane antérieure Hélas je l'ai perdue. Les paroles ont varié au fil du temps ; elles évoquent le rôle de Marie dans la naissance de Jésus, et le salut apporté par celui-ci d'après la théologie chrétienne. 
L'air a connu un grand succès en France aux XVIIe et XVIIIe siècles et été à l'origine de nombreuses compositions musicales qui attestent de sa popularité, dues notamment à Marc-Antoine Charpentier (le Christe de sa Messe de Minuit reprend la mélodie d’Or nous dites Marie), Louis-Claude Daquin, Nicolas-Antoine Lebègue, Claude Balbastre, Pierre, Michel-Richard de Lalande et Jean-François Dandrieu. 
Il a servi d'inspiration à au moins trois chansons parodiques : Or nous dites Marie dans Recueil des pièces les plus curieuses qui ont été faites pendant le règne du Connétable de Luynes, Lyon, 1622, Entretien en vers d'un pécheur avec un jésuite sur le péché philosophique (paru dans les Nouvelle ecclésiastiques en 1690) et Dialogue entre M. de B. et M. de C. dans Philippe-Emmanuel de Coulanges, Recueil de chansons choisies, S. Benard, Paris, 1698. En 1755, sa mélodie est reprise dans la chanson Soutenez grande reine, composée à l'occasion de la victoire française lors de la bataille de la Monongahela. 